# پچلاری
پچلاری (به بلغاری: Pchelari) روستایی در بلغارستان است که در شهرستان استامبولوو واقع شده‌است.